# Pterapogon
Genre
Pterapogon est un genre de poissons marins de la famille des Apogonidae. Il n'est plus représenté que par l'espèce Pterapogon kauderni Koumans, 1933 depuis que Pterapogon mirifica (Mees, 1966) est acceptée sous le taxon Quinca mirifica Mees, 1966.

## Classification
Le nom valide complet (avec auteur) de ce taxon est Pterapogon Koumans (d), 1933.
Pterapogon a pour synonyme Quinca Mees, 1966

## Étymologie
Le nom générique, Pterapogon, composé du grec ancien πτερόν, pterón, « nageoire », et d’Apogon, le genre type de la famille des Apogonidae, est présumé faire référence aux longues nageoires dorsale, anale et caudale.

## Publication originale
- (en) F. P. Koumans, « On a new genus and species of Apogonidae », Zoologische Mededelingen, Pays-Bas, vol. 16, nos 1-2,‎ 1933, p. 78 (ISSN 0024-0672, e-ISSN 1876-2174).